# Depo kolejových vozidel Česká Třebová
Depo kolejových vozidel Česká Třebová (DKV Česká Třebová) bylo jednou z oblastních výkonných jednotek typu DKV u Českých drah.
Patřily pod něj provozní jednotky Česká Třebová, Trutnov, Liberec a Pardubice, provozní střediska Hradec Králové a Letohrad a provozní pracoviště Meziměstí, Skalice nad Svitavou, Polička, Chrudim, Chornice, Jaroměř, Stará Paka, Náchod, Jilemnice a Vrchlabí.
V roce 2006, v průběhu organizačních změn, mělo DKV Česká Třebová celkem 1853 zaměstnanců.
K dalším změnám došlo od prosince 2007, kdy byla nákladní doprava včetně vozidel vyčleněna do společnosti ČD Cargo a byly zrušeny tři jednotky DKV Českých drah.
Depo kolejových vozidel Česká Třebová formálně zaniklo k 1. srpnu 2018, kdy byla v rámci reorganizace Českých drah zrušena všechny depa kolejových vozidel a nahrazena oblastními centry údržby.

## Historie
Výtopna čili lokomotivní depo je v České Třebové již od zřízení železnice 20. srpna 1845. Se zprovozněním trati byla dobudována malá lokomotivní remíza s točnou. V roce 1848 byla výtopna rozšířena. V období let 1855–1909, kdy trať vlastnila Společnost státní dráhy patřící francouzskému kapitálu, byl celý nádražní areál dále modernizován.
V roce 1932 byla zprovozněna nová výtopna, v té době nejmodernější v Československu. Jeho dominantou je vysoká kulatá vodárna, do zbourání v roce 1972 byl nápadný i mohutný zauhlovací jeřáb. Část staré výtopny byla mezitím zbourána.
V roce 1938 se Česká Třebová stala pohraniční stanicí a výtopna byla až do konce války v roce 1945 rozdělena na českou a německou část.
V Pardubicích byla od 1. září 1845 v provozu výtopna pro 8 lokomotiv. V letech 1855–1908 patřila olomoucko-pražská bývalá státní dráha soukromé společnosti Rakouská společnost státní dráhy (StEG), Pardubicko-liberecká dráha si postavila vlastní výtopnu. V roce 1910 byla postavena hala oprav vozů za výtopnou, do dnešní podoby byla remíza pro lokomotivy přestavěna v roce 1942 a před ní byla původně přesuvna pro železniční vozy. Depo bylo poškozeno za spojeneckého náletu 24. srpna 1944. Rok 1958 byl celý uzel včetně depa přestavěn, depo zůstalo na původním místě a nové nádraží vzniklo v posunuté poloze.
V roce 1962 se lokomotivní depo Pardubice a jemu podřízené jednotky v Chrudimi a Heřmanově Městci staly součástí lokomotivního depa Hradec Králové. V roce 1966 přechází vedení lokomotivního depa pod Českou Třebovou, zatímco pardubické vozové depo zůstalo samostatné. Od 1. ledna 1995 bylo lokomotivní a vozové hospodářství sloučeno pod názvem Depo kolejových vozidel Pardubice, pod nějž patřila ještě pracoviště Chrudim, Heřmanův Městec, Polička a Havlíčkův Brod. Od 1. ledna 1997 bylo transformováno na Depo kolejových vozidel Česká Třebová, Pardubice se staly provozní jednotkou s vlastním přednostou.

## Vozový park
Parní lokomotiva 556.0370, naposledy zatopená v únoru 1980, byla předposlední parní lokomotivou v provozu depa Česká Třebová. Poslední parní lokomotivou depa Česká Třebová byla lokomotiva 310.922.
Depo provozuje lokomotivy stejnosměrné elektrické trakce, zejména v pardubické jednotce. Provozuje 41 elektrických lokomotiv řady 130 (dodány převážně v roce 1978) a 33 lokomotiv řady 163, dále lokomotivy řady 111.
V České Třebové jsou motorové vozy od roku 1928, motorové lokomotivy od začátku 60. let 20. století. V Trutnově a Meziměstí převažuje motorová, dieselová trakce. Z Trutnova je vypravováno 19 modernizovaných motorových vozů řady 854 s vakuovými WC a počítačově řízeným výkonem motoru.

## Činnosti
Od roku 1994 bylo v České Třebové pracoviště, kde se provádělo šrotování železničních vozidel. Šrotování nákladních vozů se do roku 2005 provádělo i v Plzni, od té doby byla Česká Třebová jediným šrotovacím pracovištěm. Likvidovalo se zde mimo jiné téměř 100 lokomotiv ročně, pracoviště mělo 49 pracovníků.
V České Třebové byla součástí DKV vysokonapěťová zkušebna, srovnatelná byla ještě v DKV Praha.
V provozním středisku Hradec Králové se prováděly speciální opravy vyšších stupňů na osobních, nákladních i speciálních železničních vozech. (Podobná pracoviště bylajinak jen v Ústí nad Labem a v Olomouci.)
V provozním pracovišti Hradec Králové byla moderní počítačově řízená myčka železničních vozidel.
Od 1. února 2006 bylo od útvaru odčleněno 83 vozmistrů nákladní dopravy a přepravy. Od 1. března 2006 bylo čištění vozidel outsorcováno do soukromé firmy ZENOVA a. s., k níž bylo převedeno 135 zaměstnankyň, outsorcována byla i strážní služba.
DKV Česká Třebová úzce spolupracovalo s odloučeným pracovištěm, které má v České Třebové Dopravní fakulta Jana Pernera Univerzity Pardubice.